# Голубиця (річка)
Голуби́ця — річка в Україні, в межах Костопільського і Сарненського районів Рівненської області. Ліва притока Мельниці (басейн Прип'яті). 

## Опис
Довжина 17 км. Річка типово рівнинна. Долина широка і неглибока (місцями невиразна), на значній протяжності заліснена. Річище слабозвивисте, частково каналізоване. Заплава місцями заболочена. 

## Розташування
Голубиця бере початок на захід від села Великий Мидськ. Тече в межах  Поліської низовини переважно на північний схід. Впадає до Мельниці на захід від села Труди. 
Над річкою розташоване село Гута.